# اسوتلانا بویکو
اسوتلانا بویکو (روسی: Светлана Анатольевна Бойко؛ زادهٔ ۱۳ آوریل ۱۹۷۲) شمشیرباز اهل روسیه است.
وی همچنین برندهٔ جوایزی همچون نشان دوستی شده‌است.
وی در مسابقات کشوری و بین‌المللی در مجموع برندهٔ ۱ مدال طلا شده‌است.